# Sigmella klossi
Sigmella klossi är en kackerlacksart som först beskrevs av Hanitsch 1928.  Sigmella klossi ingår i släktet Sigmella och familjen småkackerlackor. Inga underarter finns listade i Catalogue of Life.